# Figuración (canción)
«Figuración» es una canción compuesta por el músico argentino Luis Alberto Spinetta, que integra -como track 3 el álbum Almendra I de 1969, de la banda de rock Almendra, álbum que ha sido ubicado en la sexta posición entre los mejores de la historia del rock argentino.
Almendra estaba integrada por Luis Alberto Spinetta (guitarra y primera voz), Edelmiro Molinari (primera guitarra), Emilio del Guercio (bajo y coros) y Rodolfo García (batería).
En el tema Emilio del Guercio toca la flauta traversa y Pappo participa de los coros recitados al promediar el tema.

## Contexto
El álbum Almendra I fue grabado en 1969 por la banda de rock Almendra en la que apareció la creatividad genial de Luis Alberto Spinetta, que solo contaba en ese momento con 19 años y grababa su primer álbum.
Tuvo un impacto fundacional en la música popular argentina. En 1985 el periodista Carlos Polimeni realizó una compulsa entre periodistas y músicos destacados del rock argentino sobre los álbumes más influyentes del rock argentino. De los 31 músicos que contestaron, 23 de ellos escogieron el primer álbum de Almendra, seguido lejos de Yendo de la cama al living de Charly García con 12 elecciones y en tercer lugar otro álbum de Spinetta, Artaud, con 10.
El álbum abre también con la canción "Muchacha (ojos de papel)", considerada la segunda mejor canción de la historia del rock argentino, tanto en el ranking realizado por la revista Rolling Stone y la cadena MTV, como en la realizada por el sitio Rock.com.ar.
En la segunda mitad de la década de 1960 había estallado mundialmente el rock como contracultura juvenil: Los Beatles, el movimiento hippie, el pelo largo, jean, la minifalda y el unisex, la revolución sexual, la oposición a la guerra de Vietnam... En ese momento el rock era un género musical esencialmente anglosajón, que solo excepcionalmente se cantaba en español y cuando se hacía, sufría la desvalorización mediática y social, además de carecer casi siempre de originalidad musical y profundidad lírica. En Argentina, en la segunda mitad de la década de 1960 y sobre todo a partir del éxito del sencillo "La balsa" de la banda Los Gatos en 1967, comenzó a aparecer una corriente roquera original, conocida como "rock nacional", cantado en español, que adquirió una masividad creciente y una fuerte capacidad de identificación entre los jóvenes.
El álbum Almendra impactó en ese contexto, definiendo la originalidad, la masividad y la calidad del llamado "rock nacional" argentino en gestación.

Se trata del disco que abrió una dimensión nueva en la canción argentina, la de la canción con armonías de marcado cuño beatle fusionados con elementos del tango, el jazz y el folclore, que luego transitarían Charly García, Fito Páez, Andrés Calamaro y tantos otros.
Juan Francisco Gentile.

## Los códigos del hombre de la tapa
Las canciones del álbum están clasificadas de acuerdo a tres códigos figurativos, referidos al hombre de la tapa: el ojo, la lágrima y la flecha de sopapa. A "Figuración" le corresponde la lágrima, al igual que "Muchacha (ojos de papel)", "Plegaria para un niño dormido" y "Que el viento borró tus manos". El sobre interior indica que la lágrima corresponde a los "temas que están en el brillo de la lágrima de mil años que llora el hombre de la tapa".

## La canción
"Figuración" es el tercer track del álbum Almendra I. Se trata de un tema acústico y complejo, con disonancias, cambios de ritmos abruptos, coros despersonalizados que se corresponden con una letra descarnada y contrastan a su vez con la dulzura de la flauta. Anticipa las piezas complejas que Spinetta compondrá en el futuro, como "Cristálida" o "Cantata de puentes amarillos".
El tema comienza con un fraseo de flauta traversa ejecutada por Emilio del Guercio acompañada por una guitarra acústica y el sostén de la batería en los momentos de mayor energía. En los coros participa Pappo, que se destaca aportando su voz baja y áspera para crear un clima de ausencia emocional. Según Spinetta el coro era la conciencia.
Spinetta le canta directamente al oyente en segunda persona, impulsándolo a emprender un proceso de desfiguración («figuraté que pierdes la cabeza»"), hasta perder todo signo de humanidad («tu ya no eres hombre pero llorarás»"). Figuración desfigurante. Spinetta trae de sus recientes estudios de Bellas Artes la dinámica entre las artes figurativas y no figurativas, para generar en la canción una tensión desesperante entre el mundo de las emociones (amor, tristeza), la figura y la realidad:

Aunque no eres real
vas a perder tu amor.
Figuración

En enero de 1970, simultáneamente con la salida a la venta del álbum, una revista de mínimo tiraje, Alquitrán, le pidió a Spinetta una nota sobre el álbum que consistiera en dibujos de cada tema con un breve comentario al pie. Durante varias décadas no hubo conocimiento de esos dibujos, hasta que en 2005 un investigador halló un ejemplar de la revista. En ese artículo, titulado "No solo del canto vive la Almendra", Spinetta ilustró la canción con una forma humanoide pero sin que pueda distinguirse que en su parte superior tenga una cabeza, aunque se ve claramente que está llorando. Debajo del dibujo hay un texto que dice:

Una automatización de unas hermosas jaulas. Tardamos muchísimo tiempo en no afinar. El coro es el de las conciencias y la flauta, la de Bartolo.
Luis Alberto Spinetta (revista Alquitrán, enero 1970)

## Influencias

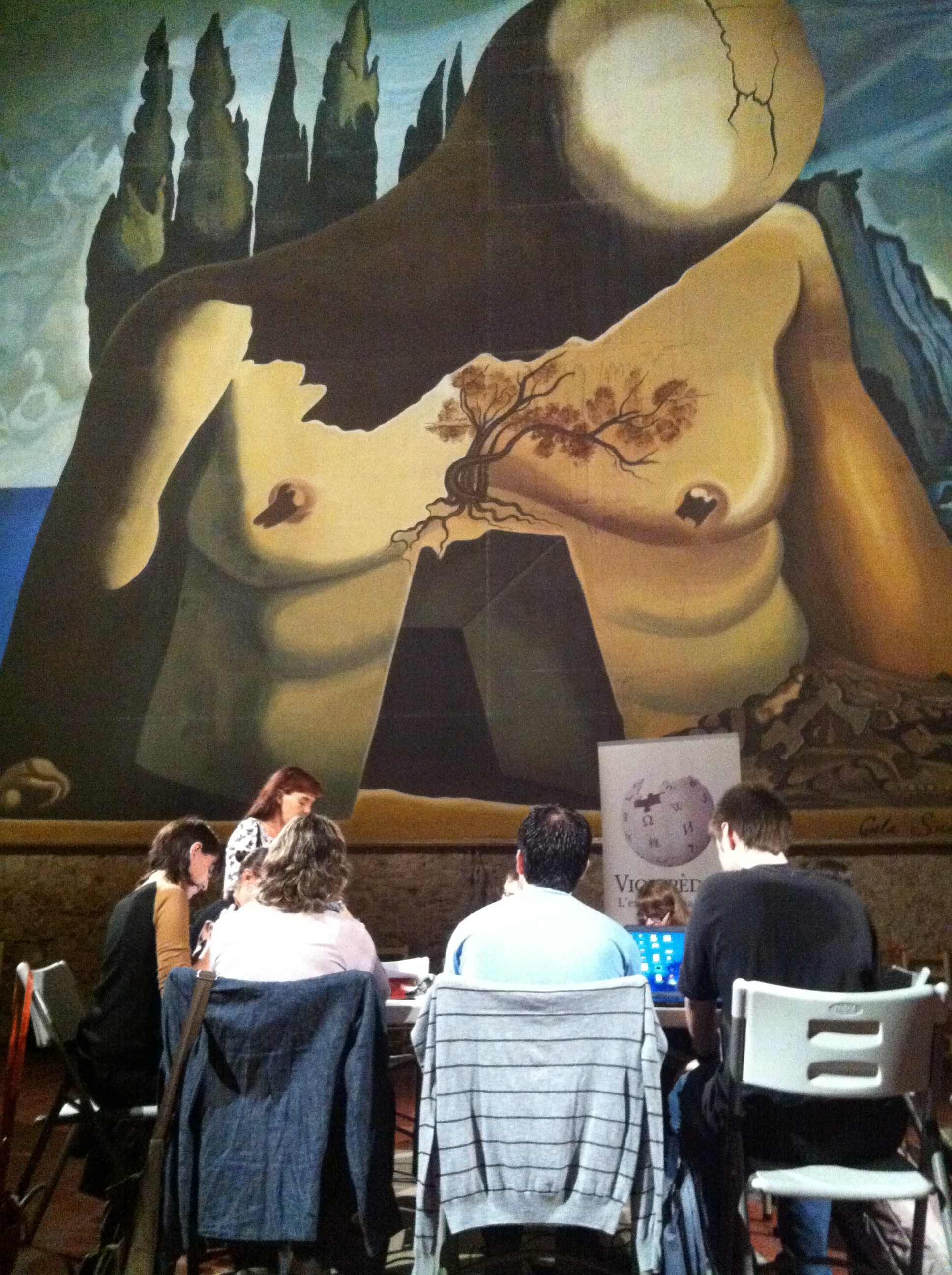
La pintura surrealista figurativa de Salvador Dalí en la Fundación Gala-Dalí, en Barcelona.

La canción, tanto en su letra como en su música, remite al surrealismo figurativo de Salvador Dalí y sus formas humanas descarnadas, que también son evidentes en los dibujos de Spinetta. Spinetta estudió el primer año de la carrera de Bellas Artes el año anterior (1968) y fue él mismo un notable pintor y dibujante figurativo surrealista. En 1973 Spinetta proyectaría Un perro andaluz, de Dalí y Buñuel, film de culto del surrealismo, integrándolo a su espectáculo de presentación del álbum Artaud. Para Spinetta Dalí era una referencia artística de máxima identificación:

Ojalá tuviera la capacidad para escribir un disco sobre lo que siento frente a la obra de Dalí, por ejemplo... Salvando las enormes distancias, me identifico con el tipo (Dalí) en el momento de que hace una forma artística y no pretende dirigirse especialmente a la gente, sino comunicarse con el cosmos.

Por otra parte "Figuración" fue compuesta en el primer semestre de 1969 y coincidió con la primera presentación pública de Almendra en Buenos Aires, realizada en el Instituto Di Tella. Por ese entonces, el Di Tella era el centro de un movimiento pictórico que dio en llamarse, la Nueva Figuración argentina, con pintores como Ernesto Deira y Rómulo Macció, que se desarrolló como parte del movimiento neofigurativo mundial.
El movimiento neofigurativo se caracterizó por el informalismo y las figuras orgánicas y humanas deformadas. Los dibujos y pinturas que caracterizarían a Pescado Rabioso, se inscriben en el surrealismo neofigurativo.